# Młynarska Wola
Młynarska Wola (deutsch Herrndorf) ist ein Dorf in  der Stadt-und-Land-Gemeinde Młynary (Mühlhausen) im Powiat Elbląski (Elbinger Kreis) der Woiwodschaft Ermland-Masuren in Polen.

## Geographische Lage
Das Kirchdorf liegt im ehemaligen Ostpreußen in der Landschaft Ermland-Masuren, etwa zweieinhalb Kilometer östlich von Młynary (Mühlhausen), fünfzehn Kilometer nordnordöstlich von Pasłęk (Preußisch Holland), 26 Kilometer nordöstlich von Elbląg (Elbing) und 66 Kilometer nordwestlich von Olsztyn (Allenstein).
Durch die  Ortschaft fließt das Flüsschen Gardiene.

## Geschichte
Im Deutschordensstaat, in dem es deutsche und preußische Dörfer gab, zählte Herrendorf im 14. Jahrhundert zu den deutschen Dörfern im Kammeramt Burdein oder Bordehnen. Das Kammeramt wurde von der Burg Burdein aus verwaltet, deren genauer Standort in der Neuzeit nicht mehr bestimmt werden konnte. In einer am 3. November 1522 seinem Rat Peter von Dhona (Dohna, früher auch Donaw), Ordenshauptmann auf Mühlhausen, beurkundeten Entschädigungszusage bezeichnet Hochmeister Albrecht von Brandenburg die Dörfer Herrendorf, Ebersbach, Lauck und Hermersdorf als dessen alte Güter, die er ihm wieder verleihen wolle, wenn sie wieder unter den Orden kämen. Peter von Dohna hatte am Reiterkrieg gegen Polen teilgenommen; die Güter kamen 1527 erst wieder in seine Hände. Ihn überlebten acht Söhne und eine Tochter. Ein Jahr vor seinem Tod, 1552, verfasste er handschriftlich ein an seine Nachkommen gerichtetes Memorandum, in dem er seinen Besitzstand umriss. Unter den zwölf Gütern, die er darin sein eigen nennt, war auch Herrendorff.
Im Jahr 1785 wird Herrndorf als ein adliges Kirchdorf mit 35 Feuerstellen (Haushaltungen) beschrieben, das sich im Besitz des Grafen Dohna auf Schlobitten befindet und dessen Kirche die Mutterkirche von Schlobitten ist. Den Status eines adligen Dorfs, das zum adligen Gut Schlobitten gehört, hatte Herrendorff auch noch 1858; 1864 wird Herrendorf unter den Gemeindebezirken aufgeführt.
Herrndorf gehörte im Jahr 1945 zum Landkreis Preußisch Holland im Regierungsbezirk Königsberg, Provinz Ostpreußen, und war in den Amtsbezirk Schlobitten eingegliedert.
Im Frühjahr 1945 wurde die Region von der Roten Armee besetzt. Anschließend wurde die südliche Hälfte Ostpreußens mit Herrndorf von der Sowjetunion gemäß dem Potsdamer Abkommen dem kommunistischen Regime der Volksrepublik Polen zur Verwaltung unterstellt. Herrndorf wurde in Młynarska Wola umbenannt. Soweit die deutschen Einwohner nicht vor Kriegsende geflohen waren, wurden sie in der Folgezeit vertrieben;  sie durften später nicht in ihren Besitz zurückkehren.

### Demographie
| Jahr | Einwohnerzahl | Anmerkungen                                                                          |
| 1780 | –             | 35 Feuerstellen (Haushaltungen)                                                      |
| 1818 | 244           | [ 10 ]                                                                               |
| 1858 | 373           | davon 372 Evangelische und eine katholische Person, auf einer Fläche von 2547 Morgen |
| 1864 | 441           | am 3. Dezember                                                                       |
| 1867 | 446           | am 3. Dezember                                                                       |
| 1871 | 449           | am 1. Dezember, davon 429 Evangelische und 20 Katholiken                             |
| 1910 | 399           | am 1. Dezember                                                                       |
| 1933 | 489           | [ 13 ]                                                                               |
| 1939 | 470           | [ 13 ]                                                                               |

### Kirchspiel bis 1945
Das Kirchengebäude in Herrndorf soll aus der Ordenszeit stammen. Herrndorf hatte erst seit 1594 ein eigenes evangelisches Kirchspiel und war ursprünglich zu Mühlhausen eingepfarrt. Seit 1604 war die Gutskirche von Schlobitten eine Filiale von Herrndorf.

## Persönlichkeiten
- Gerhard Spill (1914–1998), Heimatkundler und Hobby-Fotograf, wurde hier geboren[17]